# Leichtathletik-Weltmeisterschaften 2023/Teilnehmer (Madagaskar)
| Goldmedaillen | Silbermedaillen | Bronzemedaillen |
| ------------- | --------------- | --------------- |
| —             | —               | —               |

Madagaskar nahm an den Leichtathletik-Weltmeisterschaften 2023 in Budapest mit einer Athletin teil.

## Ergebnisse

### Frauen

#### Laufdisziplinen
| Athlet               | Disziplin    | Vorlauf | Vorlauf | Halbfinale | Halbfinale | Finale | Finale |
| Athlet               | Disziplin    | Zeit    | Platz   | Zeit       | Platz      | Zeit   | Platz  |
| -------------------- | ------------ | ------- | ------- | ---------- | ---------- | ------ | ------ |
| Sidonie Fiadanantsoa | 100 m Hürden | 13,18 s | 37      | DNQ        | DNQ        | –      | –      |